# Jim McLean
Jim McLean (Larkhall, 2 agosto 1937 – Dundee, 26 dicembre 2020) è stato un calciatore e allenatore di calcio scozzese, di ruolo attaccante.

## Biografia
Morì all'età di 83 anni il 26 dicembre del 2020; da tempo ormai la sua salute era precaria e soffriva di una grave forma di demenza.

## Carriera

### Giocatore
La sua carriera da giocatore si dipana dal 1956 al 1970. Dopo una trafila giovanile nella squadra della sua città, il Larkhall Thistle, McLean fu attaccante per l'Hamilton Academical (1956-1960, 129 presenze e 57 reti), per il Clyde (1960-1965, 102 gare e 32 reti), il Dundee (1965-1968, 90 presenze e 28 reti), infine chiuse la carriera nelle file del Kilmarnock (1968-1970, 56 gare e 7 reti).

### Allenatore
L'esperienza come allenatore lo vide, invece, dedicare l'intera carriera al Dundee United, in cui rimase per ben 22 anni, subentrando nel 1971 a Jerry Kerr e rimanendo in carica sino al 1993. Vinse uno scudetto nella stagione 1982-1983, e 2 volte la Scottish League Cup (la coppa di lega scozzese) nelle stagioni calcistiche 1979-80 e 1980-81. Ottenne inoltre il secondo posto nella Coppa UEFA 1986-1987 alle spalle dell'IFK Göteborg (1-2 il risultato complessivo delle due finali). Pur essendo rimasto come presidente, nell'ottobre del 2000 lasciò definitivamente la squadra, in seguito a problemi legali.

## Fuori dal campo
Finita l'esperienza calcistica, divenne cronista fisso per il Daily Record (nota testata giornalistica di Glasgow) e nel 2011 ottenne la laurea Honoris Causa in discipline giuridiche dall'Università di Dundee.

## Palmarès

### Allenatore
- Campionato scozzese: 1

Dundee United: 1982-1983
- Scottish League Cup: 2

Dundee United: 1979-1980, 1980-1981.
- Forfarshire Cup: 4

Dundee United: 1971-72, 1975-76, 1979-80, 1987-88.